# (6208) Wakata
(6208) Wakata est un astéroïde de la ceinture principale.

## Description
(6208) Wakata est un astéroïde de la ceinture principale. Il fut découvert le 3 décembre 1988 à Kitami par Kin Endate et Kazuro Watanabe. Il présente une orbite caractérisée par un demi-grand axe de 2,25 UA, une excentricité de 0,10 et une inclinaison de 0,9° par rapport à l'écliptique.

## Compléments